# Lost in Love (chanson d'Air Supply)
Singles de Air Supply
What a Life
(1978) All Out of Love
(1980)
Clip vidéo
[vidéo] « Lost in Love », sur YouTube
Lost in Love est une chanson du duo anglo-australien de soft rock Air Supply. Elle est écrite par le membre du groupe Graham Russell. La version originelle de la chanson est parue en 1979 sur leur album Life Support et en single en Australie, atteignant la 13e place du Kent Music Report. Le groupe a réenregistré la chanson pour l'album du même nom en 1980 et cette version est sortie en single aux États-Unis, atteignant la troisième place du Billboard Hot 100.
Une version enregistrée par le chanteur grec Demis Roussos rencontre le succès en Belgique (Flandre) et aux Pays-Bas.

## Contexte
La chanson n'aurait pris que 15 minutes à Graham Russell et le single est réalisé en un après-midi. C'est l'une des premières qu'il écrit après son retour en Australie de la tournée avec Rod Stewart, mais il ne trouve pas beaucoup de travail à son retour. Malgré le manque d'argent, Russell est parti se reposer en Australie-Méridionale, où il estime que la solitude l'aiderait à écrire de nouveaux morceaux.
La popularité d'Air Supply dans son pays natal au milieu et à la fin des années 1970 n'a pas été égalée ailleurs. Russell s'est rendu en Angleterre en 1979 et y a découvert que la maison de disques australienne du groupe, Big Time Records, avait vendu Lost in Love à Arista Records aux États-Unis pour qu'elle le distribue. Le groupe est ensuite remarqué par Clive Davis d'Arista Records et signe un contrat avec ce label. La chanson est ensuite ré-enregistrée, et cette nouvelle version sort aux États-Unis en single en janvier 1980, paraissant sur l'album intitulé également Lost in Love en mars, et devient un succès dans les hit-parades américains.

## Accueil commercial
Aux États-Unis, la chanson est entrée dans le Billboard Hot 100 à la 81e place la semaine du 9 février 1980 et a atteint sa meilleure position à la 3e place pour quatre semaines consecutives en mai (celles du 3, 10, 17 et 24 mai 1980).

## Crédits
- Russell Hitchcock (en) – chant
- Graham Russell (en) – chant, guitare
- Frank Esler-Smith (en) – claviers

## Classements
| Classement (1979–1980)          | Meilleure position |
| ------------------------------- | ------------------ |
| Australie (Kent Music Report),  | 13                 |
| Canada (Top Singles)            | 4                  |
| Canada (Adult Contemporary)     | 1                  |
| États-Unis (Hot 100)            | 3                  |
| États-Unis (Adult Contemporary) | 1                  |
| États-Unis (Cash Box Top 100)   | 2                  |
| Nouvelle-Zélande (RMNZ)         | 3                  |

| Classement (1979)             | Position |
| ----------------------------- | -------- |
| Australie (Kent Music Report) | 82       |
| Nouvelle-Zélande (RIANZ)      | 47       |

| Classement (1980)             | Position |
| ----------------------------- | -------- |
| Australie (Kent Music Report) | 54       |
| Canada (Top Singles)          | 51       |
| États-Unis (Hot 100)          | 15       |
| États-Unis (Cash Box Top 100) | 15       |

## Version de Demis Roussos
Singles de Demis Roussos
L.O.V.E. Got a Hold of Me
(1978) Follow Me
(1982)
Demis Roussos a repris la chanson en 1980 sur son album studio Man of the World (en), en duo avec la chanteuse Florence Warner. Elle est sortie en single la même année. L'enregistrement est produit par David Mackay. Cette version rencontre le succès dans les régions néerlandophones, atteignant le top 5 des hit-parades flamand et néerlandais,.

### Liste des titres
| A. | Lost in Love | 3:31 |
| B. | Had to Run   | 3:04 |

### Classements
| Classement (1980)                      | Meilleure position |
| -------------------------------------- | ------------------ |
| Belgique (Flandre Ultratop 50 Singles) | 3                  |
| Europe (Europarade)                    | 7                  |
| Pays-Bas (Nederlandse Top 40)          | 2                  |
| Pays-Bas (Nationale Hitparade)         | 4                  |

## Autres reprises
Une version country de Lost in Love est enregistrée plus tard en 1980 par les chanteurs Dickey Lee (en) et Kathy Burdick. Cette version s'est classée à la 30e position du classement Billboard Country Songs.
En 1998, Lost in Love est repris par le groupe de pop néo-zélandais Deep Obsession (en). Elle est sortie comme leur premier single et atteint la première place des classements dans leur pays d'origine, restant numéro un pendant deux semaines en août 1998.